# Chinattus
Chinattus és un dels gèneres de la família dels saltícids. La majoria d'espècies habiten a la Xina i països veïns, amb l'excepció del C. caucasicus, que habita Iran; i el C. parvulus, que habita Amèrica del Nord.
El nom Chinattus prové de China (en anglès "Xina", que és la zona on hi ha la major part de les espècies) i el sufix -attus, el més corrent a l'hora dels noms dels saltícids. La a final de "China" i la primera del sufix "-attus" s'han fusionat.

## Taxonomia
- Chinattus caucasicus Logunov, 1999 (Iran, Àsia central)
- Chinattus chichila Logunov, 2003 (Nepal)
- Chinattus emeiensis Peng i Xie, 1995 (Xina)
- Chinattus furcatus Xie, Peng i Kim, 1993 (Xina)
- Chinattus parvulus Banks, 1895 (EUA, Canadà)
- Chinattus sinensis Prószyn'ski, 1992 (Xina)
- Chinattus taiwanensis Bao i Peng, 2002 (Taiwan)
- Chinattus tibialis Zabka, 1985 (Xina, Vietnam)
- Chinattus undulatus Song i Chai, 1992 (Xina)
- Chinattus validus Xie, Peng i Kim, 1993 (Xina)
- Chinattus wulingensis Peng i Xie, 1995 (Xina)
- Chinattus wulingoides Peng i Xie, 1995 (Xina)